# Крепс (компания)
КРЕПС (полное наименование: ООО "Корпорация "КРЕПС") – российская компания – производитель сухих строительных смесей.

## Описание компании
Компания КРЕПС  находится в ТОП 15 крупнейших производителей, на долю которых приходится более 8% российского рынка сухих строительных смесей (ССС)
Смеси КРЕПС распространяются по трем каналам: оптовики, дилеры и строительные организации. Большая часть продукции поступает на розничный рынок через дилерские структуры, доли оптовых и строительных организаций примерно равны. Основные регионы сбыта – Северо-Запад, Урал, Юг, Восточная Сибирь. Также продукция КРЕПС представлена в Республике Беларусь, на Украине и в Казахстане.
Ассортимент компании: клеи для плитки, ровнители для пола, затирки, штукатурки, шпаклевки, смеси для кладки и монтажа, специальные составы, система утепления фасадов
Член СоюзПетроСтроя с 2003 года. 

### История компании
1998 г. — образовано ЗАО «ПП „Крепс“»
1999 г. — построен завод «Крепс „Парнас“». Объем выпускаемой продукции после ввода нового цеха составил 3 тыс. тонн сухих смесей в год
2001 г. — ввод в эксплуатацию нового цеха. Инвестиции составили $500 тыс.
2002 г. — получено разрешение администрации Петербурга на проведение изыскательских работ в промзоне «Парнас» для очередного расширения производства (№ 2169-ра от 10 ноября 2002 года); осуществлена модернизация завода «Крепс»: установка новых линий, вмощность производства возросла до 3 тыс. тонн сухих смесей в месяц
2004 г. — открылся Центр Перспективных Разработок
2005 г. — запущен современный производственный комплекс в Екатеринбурге
2006 г. — введена в строй вторая очередь завода в Санкт-Петербурге. Инвестиции в проект — более $4 млн
С декабря 2006 г. КРЕПС — официальный партнер немецкого производителя строительного оборудования компании M-Tec
2008 г. — запущено толлинговое производство в г. Балаково, Саратовской области
2009 г.- запуск толлингового производства в г. Челябинск.
2010 г. — Монтаж станции сушки песка КРЕПС Парнас; новая линия мелкой упаковки
2011 г. — Начало строительства завода на Урале; увеличение производственных мощностей КРЕПС Парнас в 2 раза: 540 т/12 час;
разработка многоязычной упаковки
2012 г. — Производство ЛКМ, формирование отдела «Профессиональных систем»; модернизация КРЕПС Парнас
2013 г. — зарегистрировано ООО "Корпорация «КРЕПС»

## Институт КРЕПС
В структуре компании КРЕПС присутствуют :
- Научно-исследовательский центр
- Учебный центр практического обучения
- Отдел «Проекты»
- Учебно-Методический Центр

## Показатели
Динамика показателей КРЕПС за период с 2004 по 2011 год:
- 2004  год – доля  компании на российском рынке составляет 2% [7]
- 2005 год – доля  на рынке ССС Петербурга - 8 % [8]
- 2006 год – доля на российском рынке по-прежнему  2% [9]
- 2007 год – находится в числе лидеров российского рынка ССС [10]
- 2008 год – большая часть петербургского рынка ССС (67%) принадлежит пяти маркам, в числе которых КРЕПС [11]
- 2010 год – в числе лидеров среди производителей ССС в России [12]
- 2011 год – входит в число крупнейших производителей, занимающих в совокупности более 2/3 российского рынка ССС [1]
- 2012 год – доля на рынке СПБ 25%, на российском рынке - 2,2% [2]. Компания занимает одну из ведущих позиций в сегменте цементных смесей на рынке Петербурга[13]